# チャンヴァントイ県
チャンヴァントイ県（チャンヴァントイけん、ベトナム語：Huyện Trần Văn Thời / 縣陳文時?）は、ベトナム社会主義共和国カマウ省の県。面積は702.72km²、人口は190,081人（2017年）である。

## 行政区画
以下の2市鎮11社から構成される。
- チャンヴァントイ市鎮（Trần Văn Thời / 陳文時）
- ソンドク市鎮（Sông Đốc / 瀧督）
- カインビン社（Khánh Bình / 慶平）
- カインビンドン社（Khánh Bình Đông / 慶平東）
- カインビンタイ社（Khánh Bình Tây / 慶平西）
- カインビンタイバク社（Khánh Bình Tây Bắc / 慶平西北）
- カインハイ社（Khánh Hải / 慶海）
- カインフン社（Khánh Hưng / 慶興）
- カインロック社（Khánh Lộc / 慶祿）
- ロイアン社（Lợi An / 利安）
- フォンディエン社（Phong Điền / 豐田）
- フォンラック社（Phong Lạc / 豐樂）
- チャンホイ社（Trần Hợi / 陳亥）